# Leonard Siffleet
Leonard Siffleet (ur. 14 stycznia 1916 w Gunnedah, zm. 24 października 1943 w Aitape) – australijski komandos, uczestnik II wojny światowej, znany z fotografii na której związany i z zasłoniętymi oczami oczekuje na ścięcie przez japońskiego żołnierza. 

## Życiorys
Urodził się w Nowej Południowej Walii. Pod koniec lat 30. XX wieku przeniósł się do Sydney chcąc zostać policjantem, ale został odrzucony z powodu słabego wzroku. Pomimo tego w sierpniu 1940 roku został powołany do Australian Army Reserve, gdzie służył w jednostce reflektorów przeciwlotniczych w bazie lotniczej RAAF Base Richmond, ale został zwolniony po trzech miesiącach i powrócił do życia cywilnego.
Po śmierci matki w 1941 roku wraz z siostrą przejął odpowiedzialność za wychowanie dwóch najmłodszych braci, co było konieczne ze względu na wędrowny charakter pracy ojca. We wrześniu 1941 roku Siffleet dołączył do Second Australian Imperial Force (AIF) i został oddelegowany do 1st Division Signals Company w Ingleburn. Dwukrotnie oddalał się z jednostki bez przepustki, prawdopodobnie po to, by zobaczyć się z narzeczoną.
Ukończył specjalistyczny kurs w RMIT University w Melbourne, zanim we wrześniu 1942 roku zgłosił się na ochotnika do zadań specjalnych, dołączając do Z Special Unit. W październiku udał się do Z Experimental Station w Cairns w stanie Queensland, gdzie Special Operations Australia szkoliło swoich agentów. Podczas szkolenia, holenderska sekcja Inter-Allied Services Department zaplanowała misję ustanowienia stacji strażników wybrzeża na wzgórzach nad Hollandią w Nowej Gwinei Holenderskiej, okupowanej przez Japończyków. Siffleet został radiooperatorem operacji.

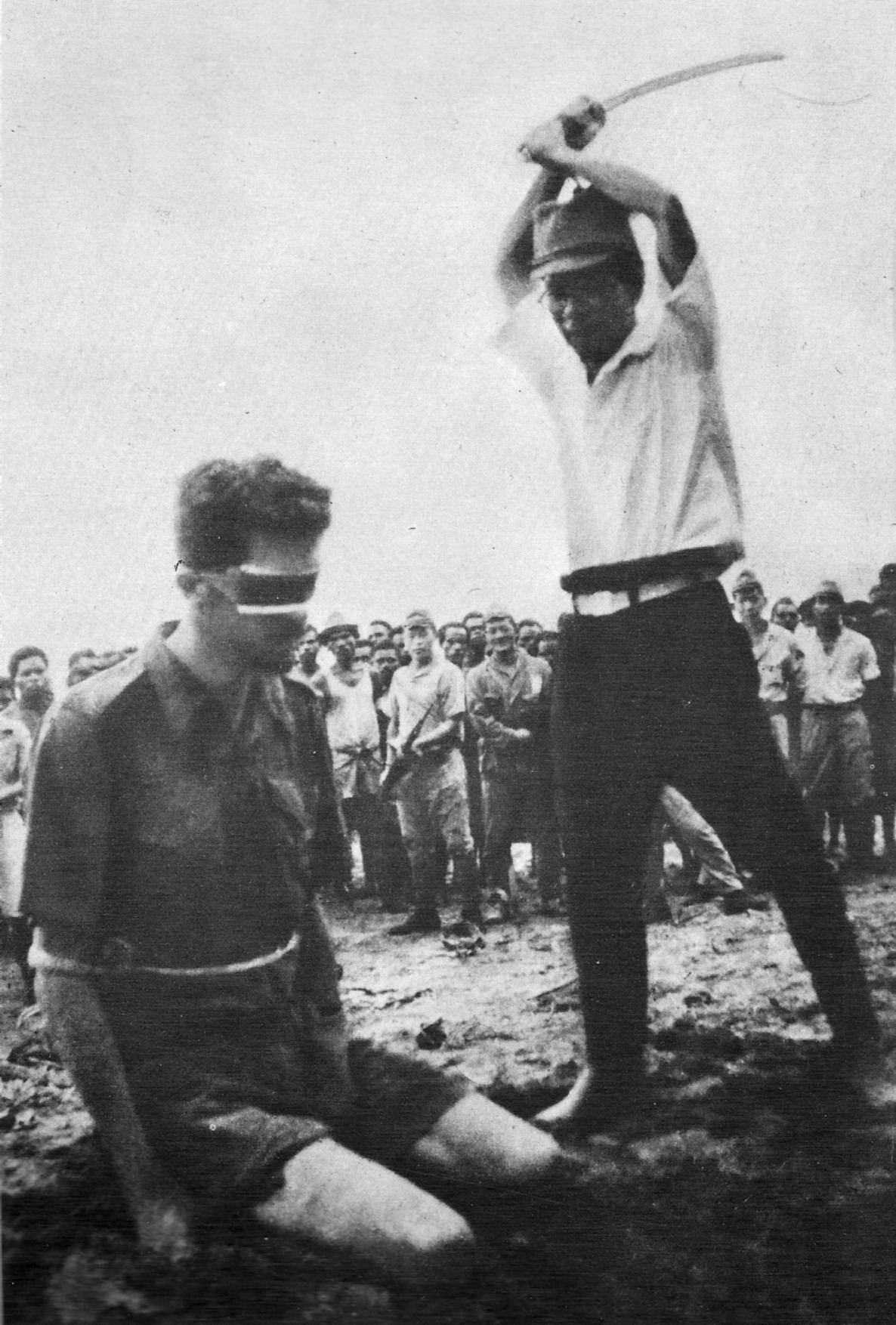
Egzekucja Leonarda Siffleeta 24 października 1943 roku w Aitape

Został awansowany na sierżanta i przeniesiony do M Special Unit w maju 1943 roku, ale wtedy on i jego grupa wędrowali wzdłuż górzystego grzbietu Nowej Gwinei w drodze na północne wybrzeże. W połowie września misja, wraz z członkami innego zespołu operacji specjalnych, podróżujących z nimi do Aitape, została odkryta przez autochtonów z Nowej Gwinei. Otoczony przez grupę ponad 100 miejscowych, Siffleet strzelił do napastników, raniąc jednego i zdołał się uwolnić. Został szybko złapany i wraz z towarzyszami przekazany Japończykom, którzy zabrali go do Malol w pobliżu Aitape, gdzie był bity, przesłuchiwany a następnie uwięziony na dwa tygodnie przed przeniesieniem do Aitape.
Tuż po godzinie 15:00 w dniu 24 października 1943 roku, po kilku tygodniach spędzonych w więzieniu, Siffleet i dwóch współwięźniów pomaszerowało na plażę Aitape. Klęcząc przed tłumem japońskich i nowogwinejskich gapiów, z przepaskami na oczach, trzej więźniowie zostali ścięci i pochowani. Fotografia na której japoński żołnierz Yasuno Chikao trzyma miecz nad wychudzonym więźniem, została znaleziona przez Amerykanów w 1944 roku, przy zwłokach japońskiego żołnierza. Zdjęcie nadal jest fałszywie przedstawiane jakoby ofiarą japońskiej egzekucji był ktoś inny, ale identyfikacja w 1945 roku jednoznacznie wskazała, że ofiarą egzekucji był Leonard Siffleet. Egzekutor Chikao zmarł przed zakończeniem wojny.